# Croton subaemulans
Croton subaemulans är en törelväxtart som beskrevs av Henri Ernest Baillon. Croton subaemulans ingår i släktet Croton och familjen törelväxter. Inga underarter finns listade i Catalogue of Life.